# 하루키 정리
기하학에서, 하루키 정리(영어: Haruki's theorem)는 서로 두 점에서 만나는 세 원의 성질을 다루는 정리이다. 체바 정리와 유사한 등식을 결론으로 한다.

## 정의
세 원의 각 쌍이 서로 다른 두 점에서 만난다고 하자. 첫째 원 외부에 위치하는 둘째 원과 셋째 원의 교점을 {\displaystyle A}라고 하고, 남은 교점을 {\displaystyle D}라고 하자. 마찬가지로 둘째 원 외부에 위치하는 셋째·첫째 원의 교점을 {\displaystyle B}, 남은 교점을 {\displaystyle E}라고 하고, 셋째 원 외부에 위치하는 첫째·둘째 원의 교점을 {\displaystyle C}, 남은 교점을 {\displaystyle F}라고 하자. 하루키 정리에 따르면, 다음이 성립한다.:144, §12.4
{\displaystyle {\frac {AF}{BF}}\cdot {\frac {BD}{CD}}\cdot {\frac {CE}{AE}}=1}
즉, {\displaystyle AF=a}, {\displaystyle BF=b}, {\displaystyle BD=c}, {\displaystyle CD=d}, {\displaystyle CE=e}, {\displaystyle AE=f}라고 정의할 경우
{\displaystyle {\frac {a}{b}}\cdot {\frac {c}{d}}\cdot {\frac {e}{f}}=1}
이 성립한다.

## 증명
직선 {\displaystyle AD}, {\displaystyle BE}, {\displaystyle CF}는 각각 세 원의 각 쌍의 근축이므로, 근심 {\displaystyle R}에서 만난다.:145-146, §14.4 같은 원 속 같은 호의 원주각의 크기가 같다는 성질과 맞꼭지각의 크기가 같다는 성질을 이용하면, 삼각형 {\displaystyle AER}와 {\displaystyle BDR}, 삼각형 {\displaystyle BFR}와 {\displaystyle CER}, 삼각형 {\displaystyle CDR}와 {\displaystyle AFR}는 서로 닮음임을 알 수 있다. 따라서
{\displaystyle {\frac {AE}{BD}}={\frac {ER}{DR}},\;{\frac {BF}{CE}}={\frac {FR}{ER}},\;{\frac {CD}{AF}}={\frac {DR}{FR}}}
이며,
{\displaystyle {\begin{aligned}{\frac {AF}{BF}}\cdot {\frac {BD}{CD}}\cdot {\frac {CE}{AE}}&={\frac {BD}{AE}}\cdot {\frac {CE}{BF}}\cdot {\frac {AF}{CD}}\\&={\frac {DR}{ER}}\cdot {\frac {ER}{FR}}\cdot {\frac {FR}{DR}}\\&=1\end{aligned}}}
이다.

## 역사
워털루 대학교의 히로시 하루키 교수가 제시하였다.:144, §14.4